# 高見山地
高見山地（たかみさんち）とは、奈良県と三重県に跨がる山地。奥宇陀山地とも。主峰高見山から東へは標高1,000メートル級の山が連なる。西半分は室生赤目青山国定公園の一部、東半分は赤目一志峡県立自然公園の一部に属する。杉、檜の美林地帯。また冬には樹氷が有名。

## 地理
中央構造線の北側を走る尾根を中心とした山地で、高見山から東へ三峰山、局ヶ岳までは1,000メートル級の尾根が続く。西部は宇陀山地（または竜門山地）、北部は室生山地、東部は伊勢平野へと、また高見山から南は台高山脈へと続く。
高見山（および台高山脈）を分水嶺に南側を、東（三重県内）へ伊勢湾へ注ぐ櫛田川、西（奈良県内）へ紀伊水道へ注ぐ紀の川水系の支流高見川が流れている。

## 主な山
- 高見山（1248.35m）
- 三峰山（1235.21m）
- 局ヶ岳（1028.66m）
- 高須ノ峰（797.80m）
- 白猪山（819.36m）

## 主な峠
- 高見峠 - 国道166号
- 請取峠
- 日髭峠
- 新道峠
- 庄司峠 - 国道422号

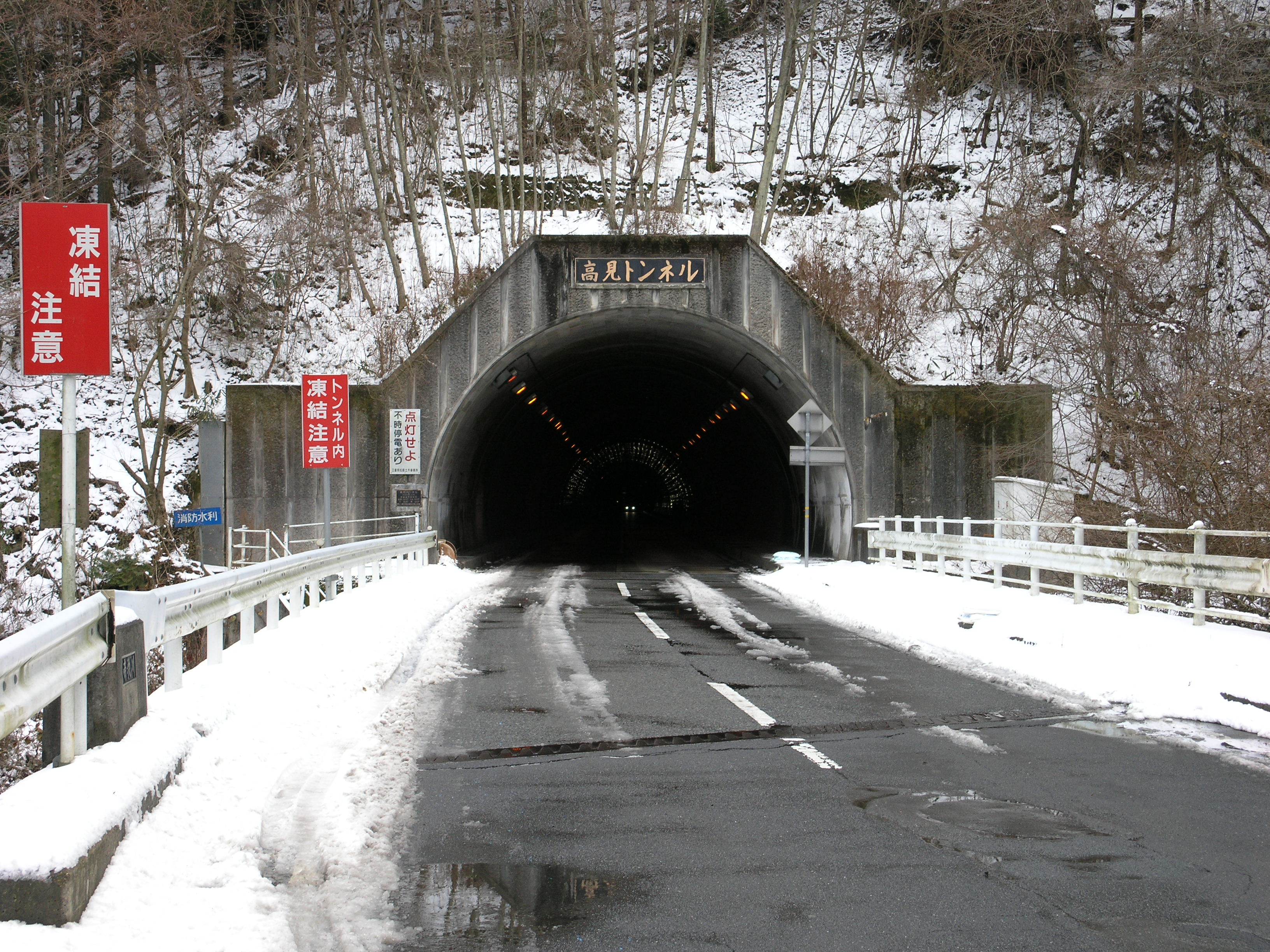
高見トンネル（奈良県側）

現在、高見峠を除いて、高見山地を越える自動車が走行可能な道路は整備されていない。高見峠も1984年（昭和59年）に高見トンネル（総延長2470m）が開通する以前は、狭隘路の続く山岳道路を越えなければならなかった。